# Švédský smírčí kříž
Sedm křížů nebo kříž zvaný Švédský se nachází v lokalitě Komáří dolinky u Javorníku, katastrální území Horní Hoštice v okrese Jeseník. Jde o kamenný smírčí kříž, který v roce 1996 byl Ministerstvem kultury ČR prohlášen kulturní památkou ČR. V roce 1929 byl kříž spolkem turistů renovován a pevně usazen.

## Popis
Smírčí kříž pochází pravděpodobně ze 17. století, je vytesán z žuly do tvaru maltézského kříže, jeho horní část chybí. Rozměry: výška: 55 cm, rozpětí ramen: 90 cm, šířka u základny: 30 cm. Podle pověsti v místě bylo sedm křížů na hrobech sedmi švédských šlechticů, kteří raději volili smrt před zajetím.

## Pověst
Pověst zasahuje do doby třicetileté války a bitvy v Komáří dolince, která pro švédské vojáky skončila porážkou. Některým vojákům včetně sedmi důstojníků (šlechticů) se podařilo uprchnout do okolních lesů. Záhy však pochopili že nemohou uniknout a hrozilo jim zajetí. Sedm důstojníků volilo smrt před zajetím.  Rozhodli se, že losem určený šlechtic svou dýkou zabije své kamarády a pak spáchá sebevraždu. Los ukázal na nejmladšího z nich a ten hrůzný čin vykonal. Vojáci, kteří v noci šli pochovat mrtvé spolubojovníky, po návratu našli sedm mrtvých velitelů. Každému na hrob postavili hrubě otesaný kříž. Po mnoha letech se místní rozhodli přenést kříže k zazdění do zdí kostelů v Hošticích, Bílého potoka a Javorníku. Šest křížů zůstalo na svých místech, ale sedmý se vždy vrátil na své původní místo. Byl to kříž nejmladšího šlechtice. Od té doby se lidé tomuto místu vyhýbali (zkráceno).